# Propina

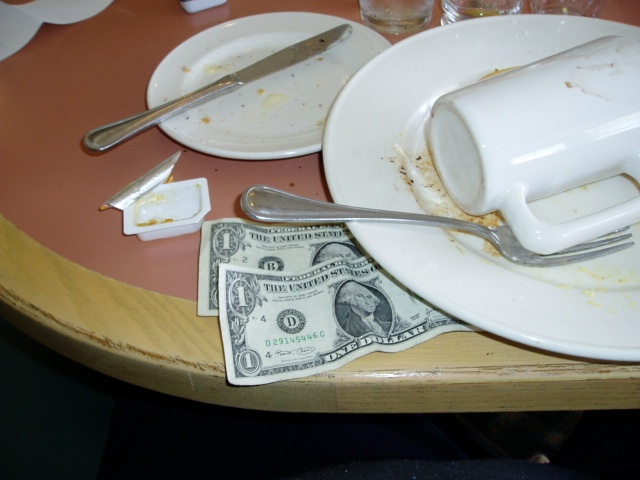
Propina de dos dólares estadounidenses dejados por el cliente en una mesa de restaurante.

La propina (del latín propinare, ‘dar de beber’) es una recompensa generalmente económica que se otorga como agradecimiento por un buen servicio y por el producto consumido.
En la mayoría de los sitios, el cliente decide si da o no una propina y el monto de ésta. En los últimos años en algunos países la propina se ha convertido en un pago obligatorio por algunos servicios, los restaurantes son el mejor ejemplo de esto. Sin embargo, al ser obligatoria haría que pierda el carácter de propina (aunque se conserve el nombre).
Por otra parte, hay empresas en las que los trabajadores no ganan más que lo que obtienen de propinas (como es el caso de repartidor de supermercado). Y, en cambio, algunas prohíben a sus clientes dejar propinas a los empleados. 
Los botes, a diferencia de las propinas, se suelen repartir entre todos los empleados, ya sea de forma monetaria o en cena de empresa.[cita requerida]
Estas situaciones han comenzado a polarizar a los consumidores, habiendo por un lado gente que piensa que la propina es algo prácticamente obligatorio para apoyar a la economía del trabajador, por otra parte hay quienes creen que dar propina solo propicia que los salarios se mantengan a niveles denigrantes. Mientras que algunos otros sólo ven a la propina como una vieja costumbre.
En 2007 Pedro Solbes, entonces Ministro de Economía de España afirmó que las propinas excesivas son un factor para el aumento de la inflación del país.
En países como Estados Unidos, la costumbre de dejar propina se ha expandido más allá de los restaurantes. Es así que es común entregar propina al chofer del taxi (15 %), al botones del hotel y al peluquero.

## Etimología y sinónimos
La palabra propina puede provenir del latín propināre, que significa ‘propinar’ en el sentido de ‘dar de beber’
Aunque según la Real Academia Española, viene del latín bajo propina; aunque no indica si está relacionada con propināre ni su significado. A su vez, propināre vendría del griego προ (‘antes’) y πίνω (‘beber’).
En francés se dice pourboire, que está compuesta por pour (‘para’) y boire (‘beber’). Y en ruso también se dice дать на чай (‘dar para el té’). En la América meridional se le llama yapa (o ñapa), que es una palabra derivada del quechua (aunque también puede ser otra cosa extra, por ejemplo un regalo para el comprador al realizar una compra).

## Por países

### Dinamarca
No es normal dar propinas, pero en grandes restaurantes y hoteles aceptan un 10%. Sólo si el servicio es satisfactorio o extraordinario, se da propina a meseros y taxistas. Para el resto de los servicios, no se acostumbra.

### Estados Unidos de América
Desde 1966 en la Ley de Normas Laborales Justas, Fair Labor Standards Act (FLSA) se incluyó en su cobertura la protección a trabajadores de hoteles, restaurantes y otros servicios, pero se estableció una disposición especial de "salario mínimo" para los que reciben propinas de los clientes. En la praxis, la ley establece que tales propinas se tornan un subsidio que los clientes dan a los locales comerciales. Un estudio de 2009 arrojó que en los estados donde este sistema estaba implantado (en el sistema federal, cada estado puede promulgar leyes adicionales que mejoran la calidad de vida de la fuerza laboral) las meseras, que en estados como Ohio ocupan el 80% de las puestos de trabajo en ese sector, sufren un nivel de pobreza del 20% de las personas. Este mismo estudio indica, además, que el acoso sexual a los dependen de propinas para llegar a cubrir la canasta básica se ven incrementadas en gran medida: 40% de las denuncias a la agencia federal son de la industria de los restaurantes. En Estados Unidos un 10% de la fuerza laboral trabaja en este sector y las mujeres superan a los hombres en proporción de dos a una y en gran mayoría atienden las mesas mientras los hombres laboran en las cocinas.

### Venezuela
Por ley de protección al consumidor los restaurantes (excepto los locales de comida rápida) cobran un porcentaje para pagar el mesero o mesera y toda propina, además, es considerada como sueldo para el trabajador o trabajadora e incide en prestaciones laborales según el artículo 108 de Ley del Trabajo. Es por tanto que las propina están mal vistas desde el punto de vista legislativo y social, además que la clase política la considera un insulto ya que aparenta superioridad sobre otros. No debe confundirse con la ñapa que reciben los niños por hacer "mandados" (encargos) a las bodegas o tiendas de abarrotes o bien la cantidad adicional sin costo que el comprador de un bien o servicio recibe sin solicitarlo.